# Microcycas calocoma
Microcycas calocoma, deutsch widersinnig auch Zwergpalmfarn genannt, ist die einzige Art der Pflanzengattung Microcycas in der Familie der Zamiaceae innerhalb der Palmfarne (Cycadophyta).

## Beschreibung

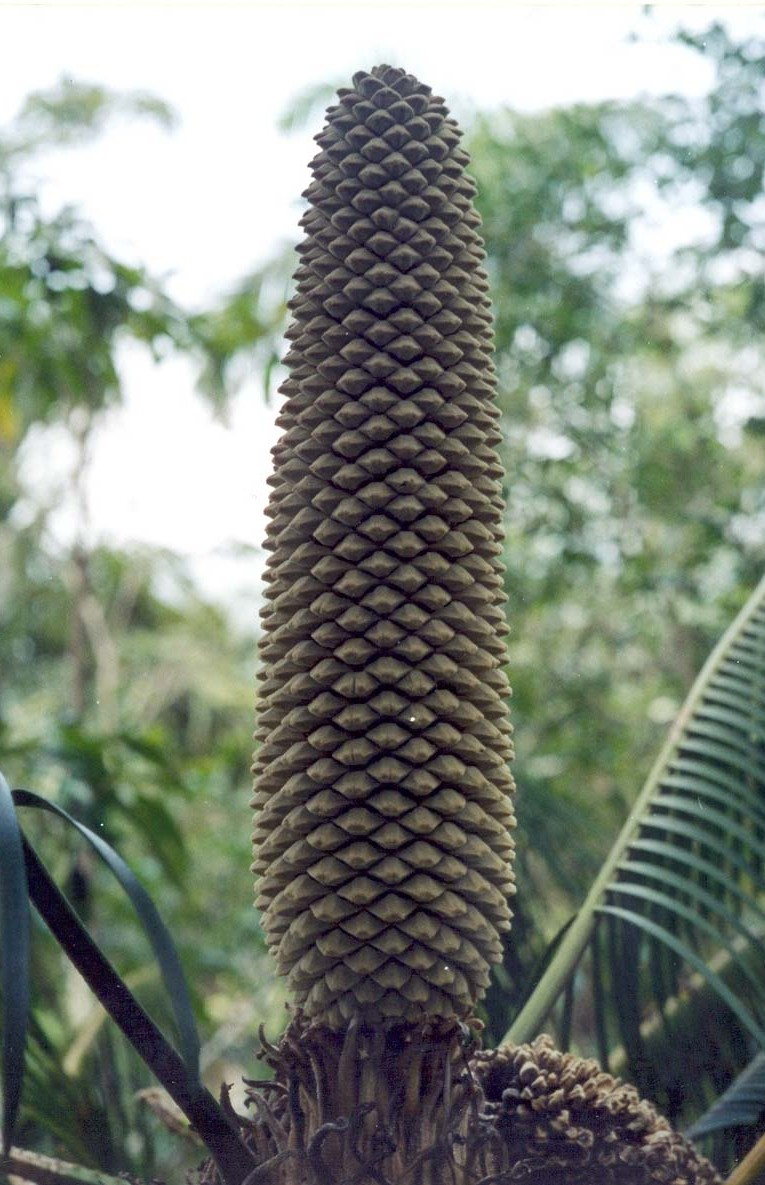
Männlicher Zapfen

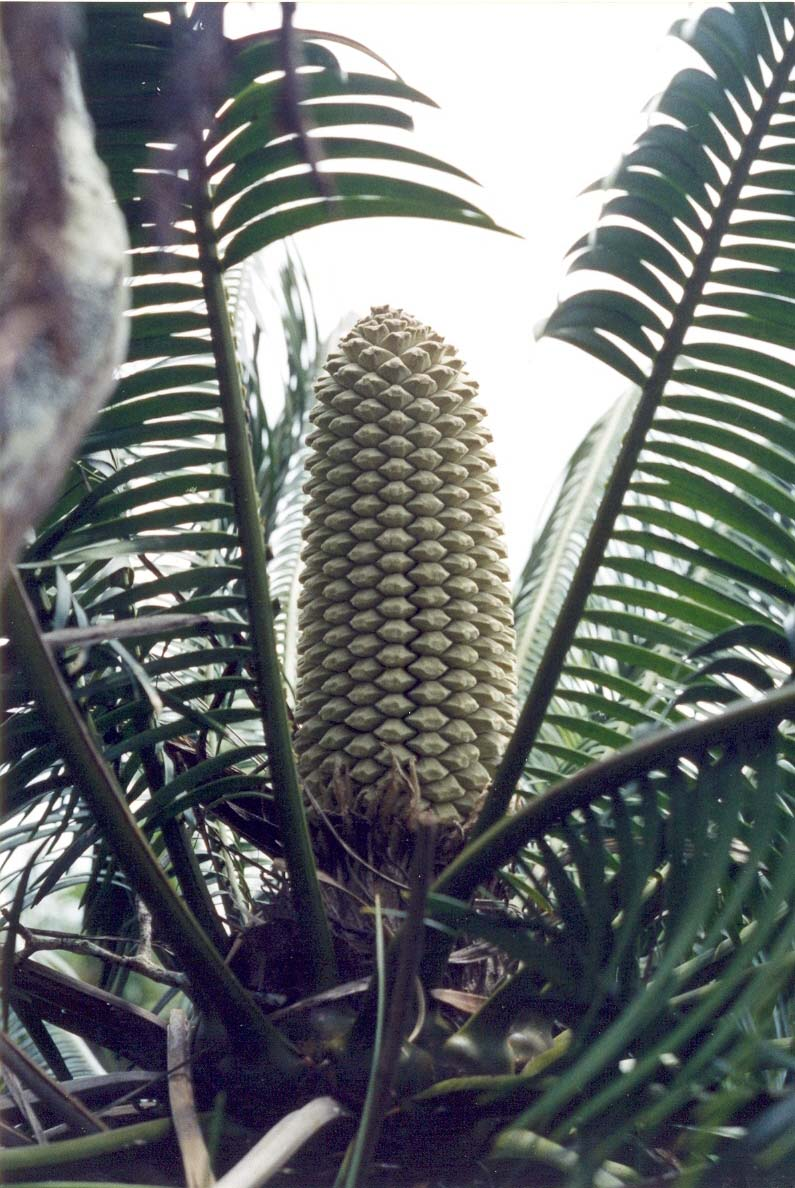
Weiblicher Zapfen

### Vegetative Merkmale
Microcycas calocoma ist eine sehr langlebige, immergrüne, baumförmige Pflanze, die Wuchshöhen von über 10 Metern erreichen kann; diese Art gehört damit zu den Arten mit den größten Wuchshöhen unter den Palmfarnen.
Die Laubblätter sind einfach gefiederte Blattwedel, die Farnwedeln sehr ähnlich sehen. Anders als die ebenfalls ähnlichen Palmwedel sind die Blattadern bei den Palmfarnen gabelig (dichotom). Meistens bildet sich ein Kranz von neuen Blättern gleichzeitig, üblicherweise einmal pro Jahr. Je älter die Pflanze, desto mehr neue Blätter werden pro Jahr gebildet. Die derben Blattwedel sind 0,6 bis 1,2 Meter lang mit 50 bis 80 Paar Fiederblättern. Die Fiederblätter im mittleren Bereich sind 15 bis 25 Zentimeter lang und 0,8 bis 1,0 Zentimeter breit.
Die Stämme der Palmfarne sind meist (scheinbar) unverzweigt, sehr alte Exemplare können aber einfach verzweigt sein. Nur bei der Bildung von fertilen Blättern (Sporophyllen) kommt es an der Basis der fertilen Abschnitte zu einer Verzweigung, denn die Zapfen sind eigentlich besondere Sprossabschnitte. Nach der Samenbildung werden die Zapfen durch eine Seitenknospe zur Seite gedrängt.

### Generative Merkmale
Microcycas calocoma ist zweihäusig getrenntgeschlechtig, es gibt also sowohl männliche als auch weibliche Individuen (Diözie). Bei der Familie der Zamiaceae haben die Pflanzen beider Geschlechter zapfenförmige Blütenstände. Die kurz (2 bis 4 Zentimeter lang) gestielten männlichen Zapfen sind gelblich braun und bei einer Länge von 25 bis 30 Zentimetern sowie einem Durchmesser von 5 bis 8 Zentimetern zylindrisch. Die kurz (2 bis 4 Zentimeter lang) gestielten weiblichen Zapfen sind gelblich-braun und bei einer Länge von 50 bis 90 Zentimetern sowie einem Durchmesser von 13 bis 16 Zentimetern breit zylindrisch. Die rosafarbenen bis roten Samen sind bei einer Länge von 3,5 bis 4 Zentimetern sowie einem Durchmesser von 2 bis 2,5 Zentimetern eiförmig.
Die Chromosomenzahl beträgt 2n = 26.

## Ökologie
Microcycas calocoma besitzt die größte Eizelle (500 bis 600 µm) im Pflanzenreich. Wenn der Pollen an die weibliche Samenanlage auf dem Megasporophyll kommt, so teilt sich die generative Zelle in eine Stielzelle, die an der Prothalliumzelle verbleibt, und eine sogenannte „spermatogene Zelle“. Die spermatogene Zelle bildet dann nur bei Microcycas calocoma bis zu etwa 20 Spermatozoide aus (bei allen anderen Pflanzen sind es viel weniger), die von der Pollenschlauchzelle umschlossen sind. Auch die Spermatozoiden sind mit 300 (bis 500) µm recht groß. Dieses Merkmal ist sehr ursprünglich. Mit einem schraubig gewundenen Geiselband schwimmen die Spermatozoiden zu den Eizellen. Zwischen Bestäubung und Befruchtung vergehen einige Monate.

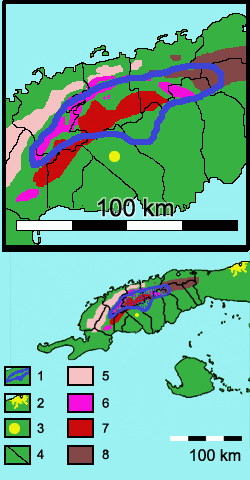
Verbreitung von Microcycas calocoma (blau umrandet) im Westen Kubas.
2. Havanna, 3. Pinar del Río, 4. Gemeindegrenzen, 5.–8. Landschaftsgliederung

## Vorkommen
Microcycas calocoma ist ein Endemit in mehreren kleinen Gebieten in West-Kuba, nur in der Provinz Pinar del Río. Die meisten Exemplare wachsen im Gebiet der Kuppenkarstflächen („Low Mogotes“) in einem halbimmergrünen Wald, aber sie sind nicht eng an bestimmte Standorte gebunden. 
Die meisten Exemplare haben eine Registriernummer am Stamm. Es ist eine vom Aussterben bedrohte Art.

## Systematik
Die Erstbeschreibung dieser Art erfolgte 1852 unter dem Namen (Basionym) Zamia calocoma durch Friedrich Anton Wilhelm Miquel in Flore des serres et des jardins de l’Europe, Band 7, Seite 141. Die Gattung Microcycas wurde 1868 durch Alphonse Louis Pierre Pyrame de Candolle in Prodromus Systematis Naturalis Regni Vegetabilis, 16, 2, Seite 538 mit der Typusart Microcycas calocoma (Miq.) A.DC. aufgestellt.

## Etymologie
In Kuba wird diese Pflanzenart „Palma corcho“ genannt, dies wurde in manchen deutschsprachigen Reiseführern in Korkeiche übersetzt (irreführend). Der botanische Name calocoma leitet sich aus dem Griechischen calos für schön und coma für Haar ab; Microcycas bedeutet so viel wie kleine Art der Cycadophyta, sie gehört aber zu den größten rezenten Arten.